# Алмейда, Жаилтон
Жа́илтон Жи́зус Алме́йда Жу́ниор (порт.-браз. Jailton Jesus Almeida Junior; род. 28 июня 1991 год, Сальвадор, штат Баия, Бразилия) — бразильский боец смешанных единоборств, выступающий под эгидой UFC в тяжёлой весовой категории. Бывший чемпион Fight on MMA и Thunder Fight в полутяжёлом весе. Занимает 5 строчку рейтинга UFC в тяжёлом весе.

## Биография
Родился в районе Бротас города Сальвадора, где живет и по сей день. Сначала он заинтересовался футболом, сопровождая своего отца на рингах. Первой мечтой Жаилтона было стать футболистом, но тяжелое финансовое положение стало препятствием для этого — он не смог найти 10 000 реалов, чтобы пройти просмотр в футбольном клубе. 
Вместо этого по стопам отца он пошёл в мир боёв. Алмейда начал заниматься боксом в возрасте 6 лет, а бразильским джиу-джитсу — в 11. В конце концов он выбрал смешанные единоборства, поскольку его сокомандники по джиу-джитсу тренировали ММА. Там он также столкнулся с финансовыми трудностями и ему пришлось работать швейцаром и охранником, а с мечтой о боях пришлось повременить.

## Карьера в смешанных единоборствах

### Ранняя карьера
До своего перехода на международный уровень, Алмейда набил рекорд 13-2 в бразильских региональных организациях, став чемпионом Fight on MMA и Thunder Fight в полутяжёлом весе.

### Претендентская серия Дэйны Уайта
После триумфа в Thunder Fight, боец был приглашён на Претендентскую серию Дэйны Уайта, где 14 сентября 2021 года встретился с Насрудином Насрудиновым. Алмейда заставил россиянина сдаться во втором раунде и получил контракт с UFC.

### Ultimate Fighting Championship
Дебют Алмейды в организации должен был состояться 13 ноября 2021 года на турнире UFC Fight Night: Холлоуэй vs. Родригес против Данило Маркеса, однако Маркесу потребовалась операция и бой был перенесен на 5 февраля 2022 года на турнир UFC Fight Night: Херманссон vs. Стриклэнд. Жаилтон выиграл бой техническим нокаутом в первом раунде.

#### Переход в тяжёлый вес
21 мая 2022 года на турнире UFC Fight Night: Холм vs. Виейра должен был встретиться с Максимом Гришиным, однако в конце апреля россиянин отказался от участия по неизвестным причинам и Алмейда решил перейти в тяжёлую весовую категорию. Бразилец вышел на бой против американца Паркера Портера и задушил его сзади в конце первого раунда.
10 сентября 2022 года в качестве первого боя по новому контракту Алмейда должен был сразиться с Шамилем Абдурахимовым на UFC 279, однако россиянин выбыл от участия из-за проблем с визой и его заменил швед Антон Туркаль в промежуточном весе 100 кг. Алмейда выиграл бой удушающим приемом сзади в первом раунде и впервые получил бонус за «Выступление вечера».
Бой против Шамиля Абдурахимова был переназначен на 22 октября 2022 года на UFC 280, но не состоялся из-за травмы россиянина и был переназначен в третий раз — на 21 января 2023 года на UFC 283. Алмейда выиграл техническим нокаутом во втором раунде и получил второй бонус за «Выступление вечера».
13 мая 2023 года в главном событии турнира UFC on ABC: Розенстрайк vs. Алмейда встретился с суринамским нокаутёром Жаирзиньо Розенстрайком, которого задушил со спины в первом раунде и в третий раз подряд получил бонус за «Выступление вечера».

## Титулы и достижения
- Ultimate Fighting Championship
  - «Выступление вечера» (3 раза) против Антона Туркаля, Шамиля Абдурахимова и Жаирзиньо Розенстрайка

- Fight On MMA
  - Чемпион FON в полутяжёлом весе (один раз)

- Thunder Fight
  - Чемпион Thunder Fight в полутяжёлом весе (один раз; бывший)

## Личная жизнь
Родители Алмейды, у которого 11 братьев и сестер — разведены. Его старший брат Александр бесследно исчез спустя день после участия в преступлении и после этого его больше никто не видел.

## Статистика в профессиональном ММА
| Боёв 25  | Побед 22 | Поражений 3 |
| -------- | -------- | ----------- |
| Нокаутом | 8        | 2           |
| Сдачей   | 13       | 0           |
| Решением | 1        | 1           |

| Результат  | Рекорд | Соперник              | Способ                 | Турнир                                    | Дата             | Раунд | Время | Место                           | Примечание                                                                         |  |
| ---------- | ------ | --------------------- | ---------------------- | ----------------------------------------- | ---------------- | ----- | ----- | ------------------------------- | ---------------------------------------------------------------------------------- |  |
| Победа     | 22-3   | Сергей Спивак         | TKO (удары)            | UFC 311                                   | 18 января 2025   | 1     | 4:53  | Инглвуд, Лос-Анджелес, США      | «Выступление вечера» (4)                                                           |  |
| Победа     | 21-3   | Александр Романов     | Сдача (удушение сзади) | UFC 302                                   | 1 июня 2024      | 1     | 2:27  | Ньюарк, Нью-Джерси, США         |                                                                                    |  |
| Поражение  | 20-3   | Кёртис Блейдс         | TKO (удары)            | UFC 299                                   | 9 марта 2024     | 2     | 0:36  | Майами, Флорида, США            |                                                                                    |  |
| Победа     | 20-2   | Деррик Льюис          | Единогласное решение   | UFC Fight Night: Алмейда vs. Льюис        | 4 ноября 2023    | 5     | 5:00  | Сан-Паулу, Бразилия             |                                                                                    |  |
| Победа     | 19–2   | Жаирзиньо Розенстрайк | Сдача (удушение сзади) | UFC on ABC: Розенстрайк vs. Алмейда       | 13 мая 2023      | 1     | 3:43  | Шарлотт, Северная Каролина, США | «Выступление вечера» (3)                                                           |  |
| Победа     | 18–2   | Шамиль Абдурахимов    | TKO (удары)            | UFC 283                                   | 21 января 2023   | 2     | 2:56  | Рио-де-Жанейро, Бразилия        | «Выступление вечера» (2)                                                           |  |
| Победа     | 17–2   | Антон Туркаль         | Сдача (удушение сзади) | UFC 279                                   | 10 сентября 2022 | 1     | 4:27  | Лас-Вегас, Невада, США          | Бой в промежуточном весе; «Выступление вечера» (1)                                 |  |
| Победа     | 16–2   | Паркер Портер         | Сдача (удушение сзади) | UFC Fight Night: Холм vs. Виейра          | 21 мая 2022      | 1     | 4:35  | Лас-Вегас, Невада, США          | Возвращение в тяжёлый вес                                                          |  |
| Победа     | 15–2   | Данило Маркес         | TKO (удары)            | UFC Fight Night: Херманссон vs. Стрикленд | 5 февраля 2022   | 1     | 2:57  | Лас-Вегас, Невада, США          |                                                                                    |  |
| Победа     | 14–2   | Нассурдин Нассурдинов | Сдача (удушение сзади) | Dana White's Contender Series 39          | 14 сентября 2021 | 2     | 1:49  | Лас-Вегас, Невада, США          |                                                                                    |  |
| Победа     | 13–2   | Эдвалдо де Оливейра   | Сдача (удушение сзади) | Thunder Fight 24                          | 21 февраля 2021  | 1     | 3:40  | Сан-Паулу, Бразилия             | Завоевал титул чемпиона Thunder Fight в полутяжёлом весе                           |  |
| Победа     | 12–2   | Ильдемар Алькантара   | Сдача (треугольник)    | Thunder Fight 23                          | 11 октября 2020  | 1     | 4:49  | Сан-Бернарду-ду-Кампу, Бразилия |                                                                                    |  |
| Победа     | 11–2   | Леонардо Васконселос  | TKO (удары)            | Future FC 11                              | 17 января 2020   | 1     | 1:58  | Сан-Паулу, Бразилия             |                                                                                    |  |
| Победа     | 10–2   | Эдналдо Оливейра      | Сдача (треугольник)    | Fight On MMA 6                            | 13 июля 2019     | 2     | 1:51  | Сальвадор, Баия, Бразилия       | Дебют в полутяжёлом весе. Завоевал вакантный титул чемпиона FON в полутяжёлом весе |  |
| Победа     | 9–2    | Риан Таварес          | TKO (удары)            | Imperium MMA Pro 14                       | 16 марта 2019    | 1     | 2:34  | Фейра-ди-Сантана, Бразилия      |                                                                                    |  |
| Победа     | 8–2    | Итало Насименто       | KO (удары)             | Premier Fight League 20                   | 23 февраля 2019  | 1     | 2:05  | Лауру-ди-Фрейтас, Бразилия      | Дебют в тяжёлом весе                                                               |  |
| Победа     | 7–2    | Дуглас Гарсия         | Сдача (удушение сзади) | JF Fight Evolution 19                     | 20 октября 2018  | 1     | 2:30  | Жуис-ди-Фора, Бразилия          |                                                                                    |  |
| Победа     | 6–2    | Дэвид Аллан           | TKO (удары)            | Fight On: Solidário                       | 21 июля 2018     | 1     | 1:26  | Сальвадор, Бразилия             |                                                                                    |  |
| Поражение  | 5–2    | Бруно Ассис           | Единогласное решение   | Shooto Brazil 80                          | 28 января 2018   | 3     | 5:00  | Рио-де-Жанейро, Бразилия        |                                                                                    |  |
| Победа     | 5–1    | Андерсон Насименту    | Сдача (удушение сзади) | Fight On MMA 5                            | 23 сентября 2017 | 1     | 4:16  | Сальвадор, Бразилия             |                                                                                    |  |
| Поражение  | 4–1    | Тьяго Морейра         | KO (удар)              | Katana Fight 3                            | 5 августа 2017   | 1     | 0:16  | Коломбо, Бразилия               |                                                                                    |  |
| Победа     | 4–0    | Фагнер Ракчал         | TKO (удары)            | Fight On MMA 4                            | 1 апреля 2017    | 2     | 1:15  | Сальвадор, Бразилия             |                                                                                    |  |
| Победа     | 3–0    | Роберто Биспо         | Сдача (удушение сзади) | Cross Fighting Championship 2             | 16 января 2016   | 2     | 1:30  | Итабуна, Бразилия               |                                                                                    |  |
| Победа     | 2–0    | Леонардо Алвес        | Сдача (удушение сзади) | Conquista Kombat Championship             | 17 ноября 2012   | 1     | 0:49  | Витория-да-Конкиста, Бразилия   |                                                                                    |  |
| Победа     | 1–0    | Диего Рейс            | Сдача (удушение сзади) | Nocaute MMA Fight 2                       | 29 сентября 2012 | 1     | N/A   | Анаполис, Бразилия              |                                                                                    |  |
| Источники: |        |                       |                        |                                           |                  |       |       |                                 |                                                                                    |  |